# Lí Ban
« Li Ban » redirige ici. Pour les autres significations, voir Liban.
Lí Ban, également nommée Liban, Libane ou I-Libane est une créature de la mythologie et du folklore irlandais, apparentée aux sirènes. Les Annales du royaume d'Irlande (558) racontent que cette jeune fille tomba à l'eau sans savoir nager, et s'en remit à Dieu pour la sauver. Dieu changea ses jambes en queue de poisson et son chien en loutre. Désormais hôtesse de la mer, Libane croise un prêtre sur un bateau et demande le baptême, qu'elle obtient sous le nom de Murgelt. Elle monte au ciel après sa mort. Il s'agit vraisemblablement d'une figure païenne celtique de même origine que Dahud et les Marie Morgane, et qui a été christianisée.